# Am Lindenberg 7 (Straßberg)

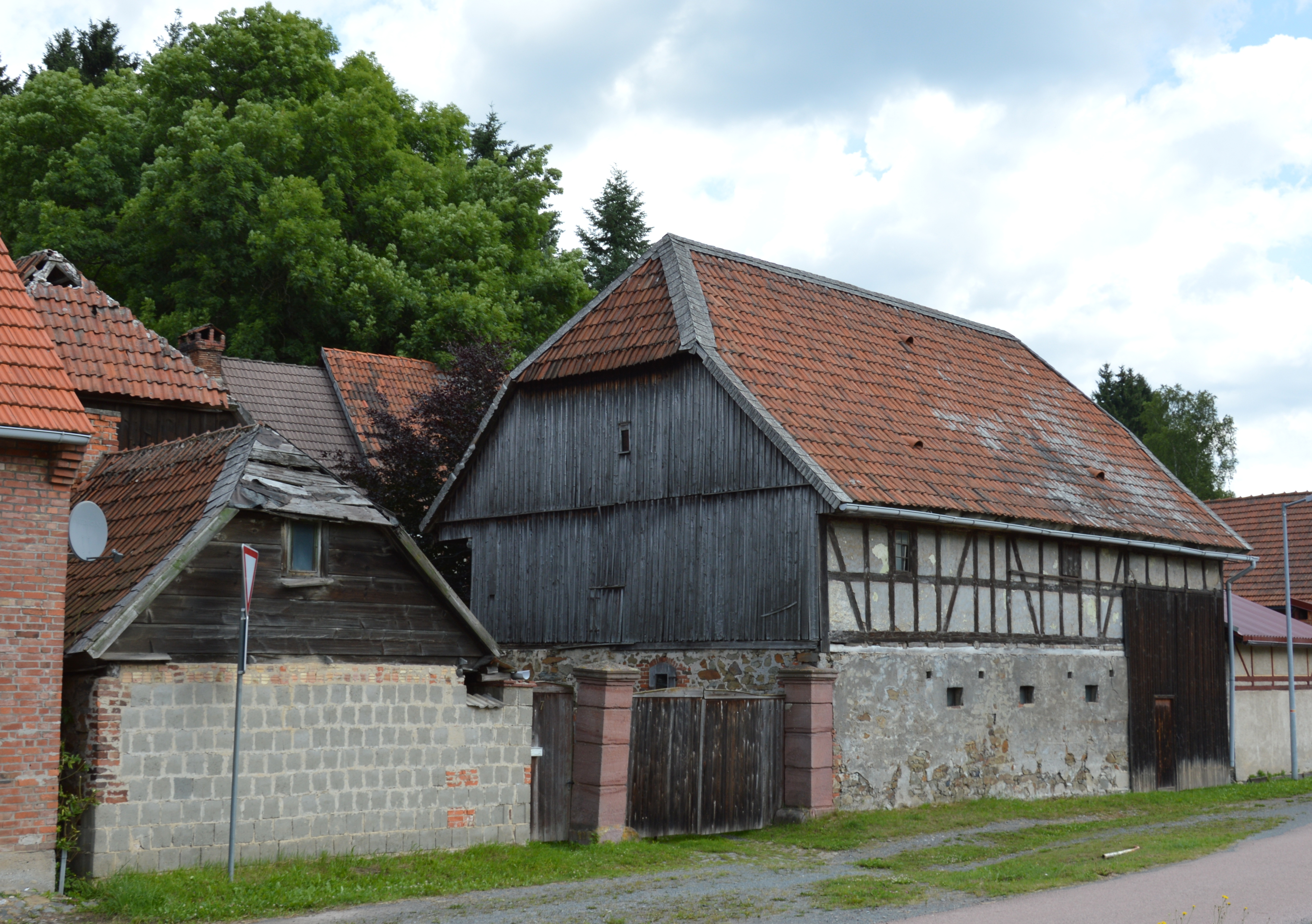
Bauernhof Am Lindenberg 7

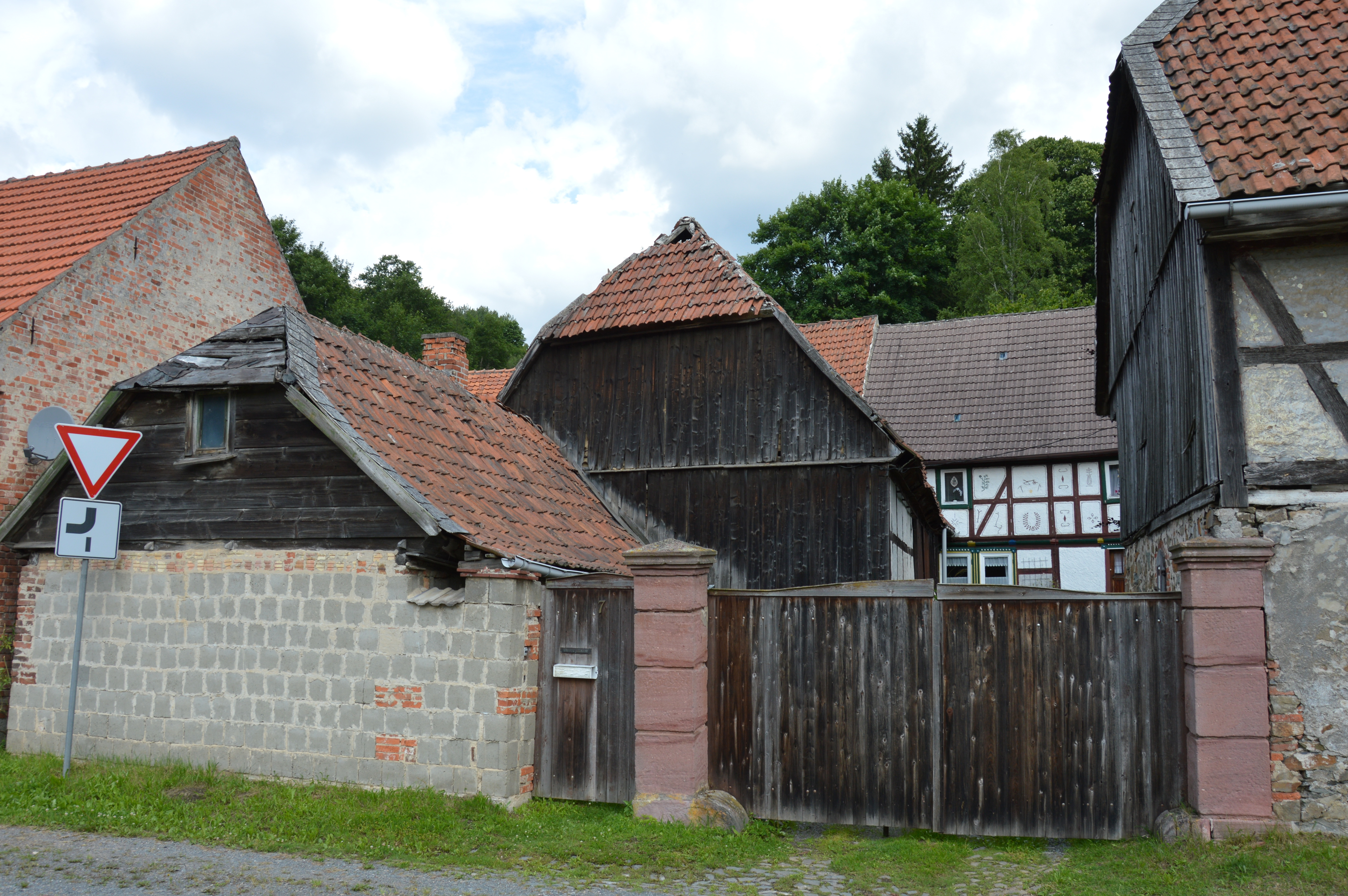
Blick zum Wohnhaus

Am Lindenberg 7 ist ein Bauernhof im Ortsteil Lindenberg der Ortschaft Straßberg der Stadt Harzgerode im Harz in Sachsen-Anhalt. Das Anwesen galt zeitweise als denkmalgeschützt.

## Lage
Er befindet sich auf der Nordseite der Straße Am Lindenberg, nördlich des Zentrums von Straßberg. Südlich des Anwesens verläuft die Selke, die Selketalbahn und der Selketalstieg.

## Architektur und Geschichte
Die Bausubstanz des Bauernhofs besteht zum größten Teil aus Fachwerkgebäuden aus dem 18. Jahrhundert. Nach Süden traufständig zur Straße hin steht eine große Scheune. Ihr Untergeschoss ist in massiver Bauweise aus Bruchsteinen errichtet, das Obergeschoss ist aus Fachwerk errichtet. Bedeckt ist die Scheune mit einem Krüppelwalmdach.
Auf dem Hof steht ein beachtenswertes Fachwerkwohnhaus mit profilierter Stockschwelle und Balkenköpfen.
Im örtlichen Denkmalverzeichnis war das Anwesen noch 2007 als denkmalgeschützt eingetragen. In jüngeren Veröffentlichungen wird es nicht als Denkmal geführt, wobei es dort auch nicht als ehemaliges Denkmal gelistet ist.